# Veterans Day
Veterans Day (en français : Journée des anciens combattants) est une journée commémorative observée aux États-Unis en l'honneur des anciens combattants. C'est un jour férié fédéral qui est observé le 11 novembre. Il est également célébré comme Armistice Day et est comparable au jour du Souvenir dans d'autres parties du monde, tombant à la date anniversaire de la signature de l'armistice qui a mis fin à la Première Guerre mondiale.

## Histoire

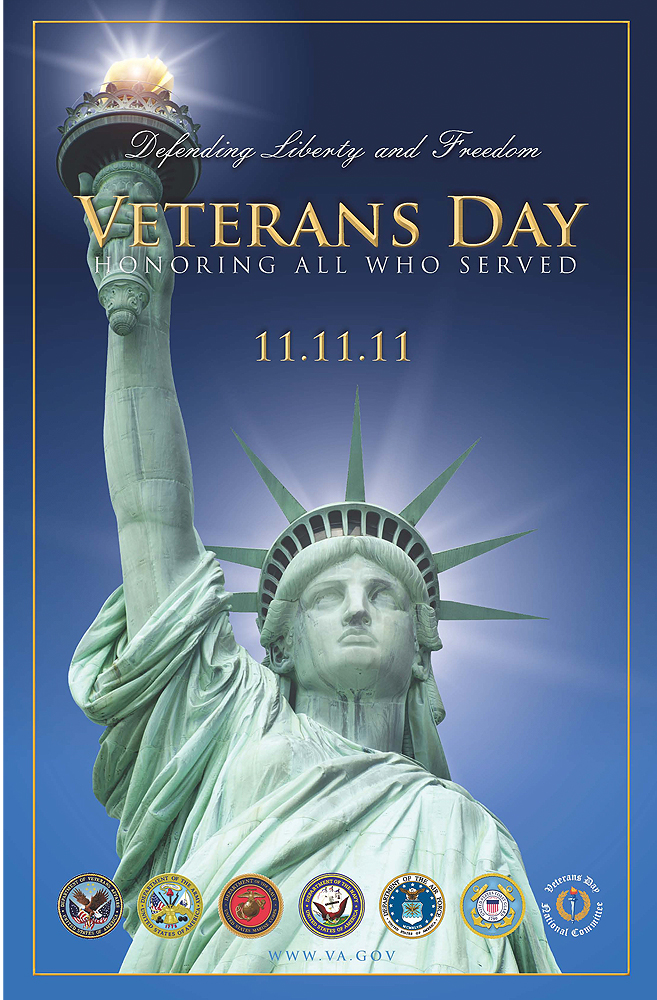
Affiche pour le Veterans Day de 2011.

Le président américain Woodrow Wilson fut le premier à proclamer un Armistice Day, le 11 novembre 1919. En 1920, la France et le Royaume-Uni organisèrent de leur côté une cérémonie dédiée aux soldats inconnus morts pendant la guerre.
Le Congrès des États-Unis a adopté une proposition similaire sept ans plus tard le 4 juin 1926, demandant que le président (Calvin Coolidge) émette une proclamation pour que la journée du 11 novembre soit accompagnée des cérémonies appropriées. Loi (52 Stat;. 351 5 Code des États-Unis Sec., 87a). Le texte est approuvé le 13 mai 1938, faisant du 11 novembre un jour férié légal.
En 1953, un propriétaire de magasin de chaussures du Kansas nommé Alfred King eu l'idée d'étendre l'Armistice Day afin de célébrer tous les anciens combattants, et pas seulement ceux qui ont servi dans la Première Guerre mondiale. Il a commencé une campagne pour que l'Armistice Day concerne tous les anciens combattants. Avec l'aide de Edward Rees, un projet de loi fut proposé par le Congrès. Le président Dwight Eisenhower signa cette modification le 26 mai 1954.
Le Congrès modifia cette loi le 1er juin 1954, remplaçant l'«Armistice Day» par le «Veterans Day, ».